# Totti Bergh
Theodor Christian Frølich "Totti" Bergh (Oslo, 5 december 1935 - 4 januari 2012) was een Noorse jazz-saxofonist en bandleider in de mainstream jazz.
Bergh speelde aanvankelijk klarinet, in 1952 stapte hij over op de tenorsaxofoon. Hij werkte bij Einar Schanke, Kjell Karlsen (1956-1964), Rowland Greenberg (1960-1964 en 1974-1981) en Per Borthen (vanaf 1966). Hij leidde een eigen groep waarmee hij tevens zijn vrouw, de zangeres Laila Dalseth, begeleidde. In de jaren negentig speelde hij sopraansaxofoon in de Christiana Jazzband en in Christiana 12. Hij nam als leider verschillende albums op die verschenen bij Gemini Records.
Bergh werd enkele keren onderscheiden. Zo kreeg hij in 1994 een Gammleng-prisen en in 1999 een Buddy, de hoogste Noorse jazzprijs.

## Discografie (selectie)
- I Hear a Rhapsody, Gemini, 1986
- Tenor Gladness (Totti Bergh en Al Cohen), Gemini, 1986
- Major Blues, Gemini, 1990
- Night Bird (met Harry Allen en George Masso), 1998